# Richea acerosa
Richea acerosa är en ljungväxtart som först beskrevs av Lindley, och fick sitt nu gällande namn av Ferdinand von Mueller. Richea acerosa ingår i släktet Richea och familjen ljungväxter. Inga underarter finns listade i Catalogue of Life.